# دانشگاه گنبد کاووس

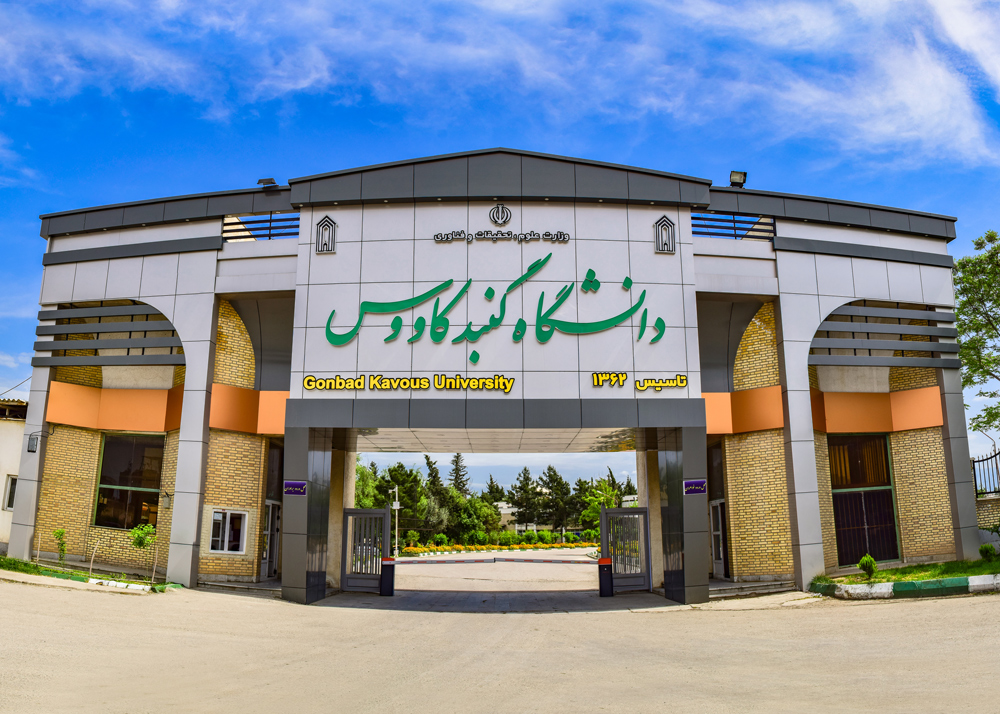
تصویری از ورودی دانشگاه

دانشگاه گنبد کاووس در سال ۱۳۶۲ تحت عنوان آموزشکده کشاورزی گنبدکاووس زیر نظر دانشگاه مازندران و پس از آن زیر نظر دانشگاه علوم کشاورزی و منابع طبیعی گرگان شروع به فعالیت نمود و با اعلام معاونت آموزشی وزارت علوم، تحقیقات و فناوری از اول اردیبهشت ۱۳۹۰ به دانشگاه گنبد کاووس ارتقاء یافت که در حال حاضر دارای ۷۴ رشته در ۵ مقطع تحصیلی و ۵ دانشکده بوده و بالغ بر ۳۶۰۰ دانشجو در این دانشگاه مشغول تحصیل هستند.

## تاریخچه
این دانشگاه در سال ۱۳۶۲ تحت عنوان آموزشکده کشاورزی گنبدکاووس زیر نظر دانشگاه مازندران با ۲ رشته کاردانی و پس از آن زیر نظر دانشگاه علوم کشاورزی و منابع طبیعی گرگان شروع به فعالیت کرد. این فعالیت با افزایش تعداد رشته‌ها و ارتقاء آموزشکده به دانشکده کشاورزی تا سال ۱۳۷۸ به عنوان یکی از دانشکده‌های دانشگاه علوم کشاورزی و منابع طبیعی گرگان ادامه داشت. این دانشکده با سفر دوم دولت وقت از دانشگاه علوم کشاورزی و منابع طبیعی گرگان جدا شد و از مهرماه سال ۱۳۸۷ تحت عنوان مجتمع آموزش عالی گنبدکاووس فعالیت خود را در ۲۵ رشته تحصیلی در سه مقطع کاردانی، کارشناسی و کارشناسی ارشد در سه دانشکده علوم کشاورزی و منابع طبیعی، دانشکده علوم پایه و فنی مهندسی، دانشکده علوم انسانی و تربیت بدنی با ۲۵۰۰ دانشجو شروع کرد و با اعلام معاونت آموزشی وزارت علوم، تحقیقات و فناوری از اول اردیبهشت ۱۳۹۰ به دانشگاه گنبد کاووس ارتقاء یافت.
این دانشگاه هم‌اکنون دارای ۳ دانشکده علوم کشاورزی و منابع طبیعی، علوم پایه و فنی و مهندسی، علوم انسانی و تربیت بدنی و ۲ دانشکده اقماری در مینودشت و آزادشهر می‌باشد.

## دانشکده‌ها
- دانشکده کشاورزی و منابع طبیعی
- دانشکده علوم پایه و فنی و مهندسی
- دانشکده علوم انسانی و علوم ورزشی
- دانشکده فنی مهندسی مینودشت
- دانشکده علوم انسانی آزادشهر

علاوه بر این‌ها مجوز تأسیس دانشکده دامپزشکی به این دانشگاه داده شده و به زودی راه‌اندازی خواهد شد.